# 尹世胄

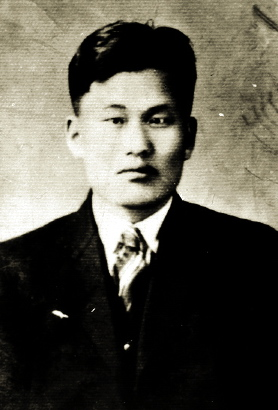
尹世胄

尹 世胄(윤세주、1901年6月24日 - 1942年6月3日)は韓国の独立活動家。本名は尹小龍（윤소룡）、号は石正（석정）。

## 生涯
慶尚南道密陽出身。金元鳳とは同郷で幼少時から親しく、一生ともに独立運動をする同志になった。
密陽市の民族主義的私立学校同和中学校を通って学生運動をし、1919年に京城府で三・一運動デモに参加後、故郷に戻って密陽地域万歳運動を組織した。
この事件で日本警察の手配を受けたが中国へ避難した。当時19歳と若く、尹致衡等とデモを主導したことで、欠席裁判で密陽万歳運動の関連者の中で最高刑の懲役1年6ヶ月を宣告された。
満州の新興武官学校で修学して金元鳳が同年11月結成した義烈団に加入した。主要機関に爆弾投擲というテロ行為を決めた義烈団は彼と申喆休、尹治衡などを国内へ派遣した。この時逮捕されて1927年に出獄した。
長年の獄苦にも屈せず1932年に再び中国へ亡命した。南京の朝鮮民族革命幹部学校を卒業後、海外の独立運動団体が連合戦線を構築した韓国対日戦線統一連盟に宋秉祚・金枓奉・金奎植などと参加した。この組織には金九系列を除いた左右翼の多くの運動団体が参加したし、1933年発足した民族革命党の母体になった。
1938年1月、中央陸軍軍官学校特別班教官。同年10月、朝鮮義勇隊を創設して政治委員を引き受けた後に、民族革命党編纂委員会などで働いてから、1941年に金元鳳と別れて朴孝三と一緒に華北地方に北上して八路軍と共同で日本軍との戦闘に参加した。1942年に太行山で行われた日本軍と八路軍の戦闘において死亡。死体は陳光華と中国共産党の左権の墓所の隣に埋葬された。1982年に建国勲章独立章を受勲した。

## 家族
- 父 尹熺奎（윤희규）
- 母 金卿伊（김경이）
- 妻 : 河小岳（하소악）
  - 息子 : 윤남선(1929)
- 子孫 : 윤영식(1945)

## 参考サイト
- 대한민국 국가보훈처, 이 달의 독립 운동가 상세자료 - 윤세주, 1993년
- 노경채, 〈윤세주 - 실천적 '청년' 민족해방운동가〉, 《내일을 여는 역사》제5호, (2001.5), 215~222쪽
- 김학철문학연구회, 석정(石正) 윤세주(尹世胄) 열사(烈士) 약력(略歴)